# Cães de rua em Moscovo

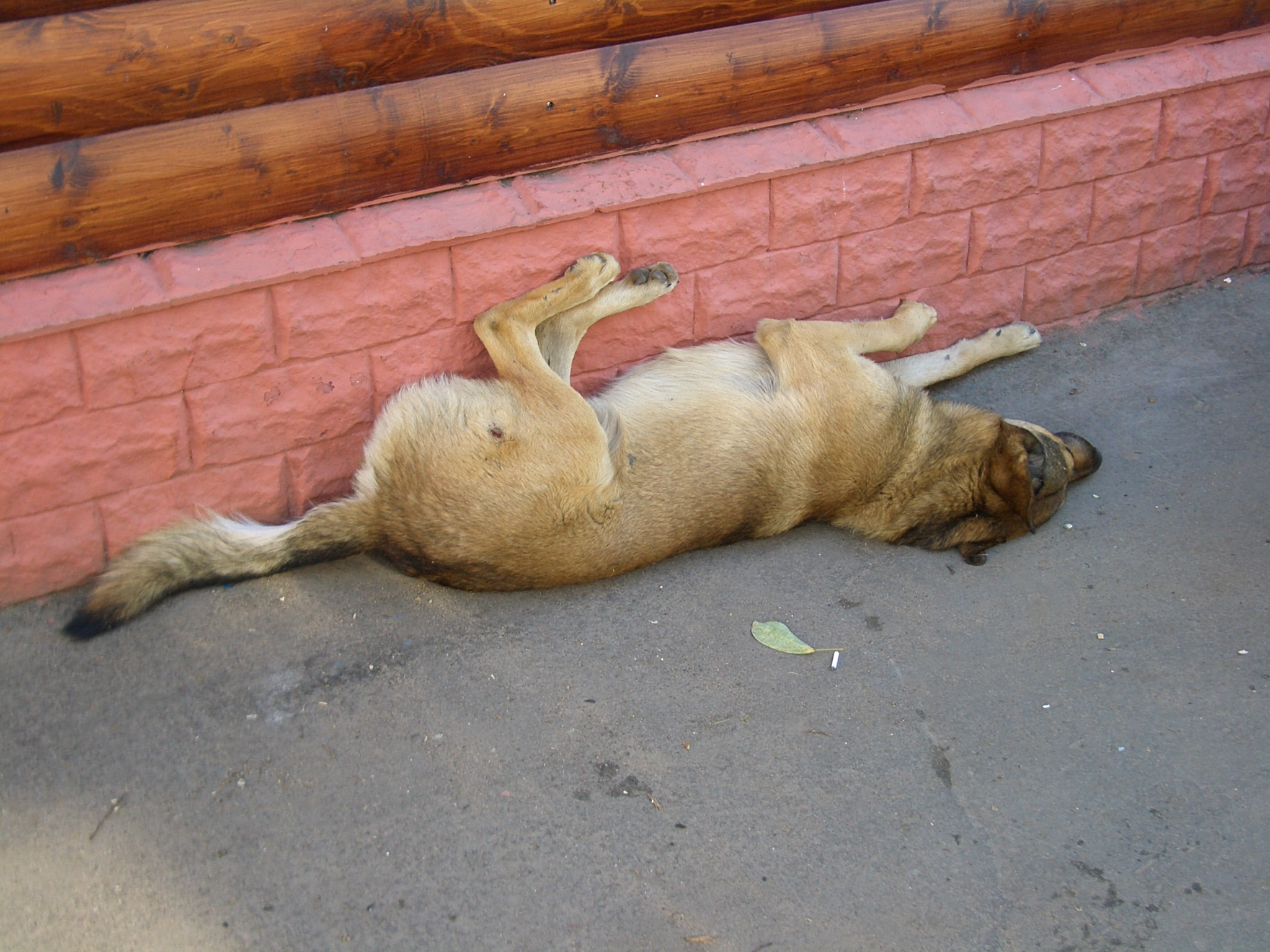
Cão dormindo em estação de metrô de Moscou. Junho 2006

Os cães de rua em Moscou foram mencionados pela primeira vez no final dos anos 1800, por vários escritores e jornalistas, sendo um deles Vladimir Gilyarovky. Já em 2010, estima-se que 35 mil cães vivem nas ruas da cidade — ou aproximadamente um cão para cada 300 pessoas. Entre a grande população de cães de rua de Moscou, uma pequena minoria que frequenta ou habita o metrô tem atraído atenção internacional por ter aprendido como usar os trens para se locomover.
De acordo com Andrei Poyarkov do A.N. Severtsov Institute of Ecology and Evolution, um biólogo especialista em lobos, que nos últimos trinta anos vem observando os cães de Moscou, a quantidade de alimento à disposição tem mantido a população total estável em mais ou menos 35 mil animais. Muitos filhotes nascidos nas ruas não alcançam a idade adulta e aqueles que conseguem essencialmente substituem os adultos que morreram. Cães com mais de 10 anos são considerados raros. A maioria deles compartilham características físicas semelhantes: tamanho médio, pelo longo, cabeça em forma de cunha, olhos amendoados, caudas longas e orelhas eretas. Muitos dos cães que vivem nas ruas foram abandonados por seus donos. Poyarkov calcula que menos de três desses ex-cães de estimação sobrevivem o suficiente para procriar.
Durante a época da empobrecida União Soviética, a comida era racionada e os cães mais procuravam por restos de alimento do que imploravam por ele. Cães “vira-latas” tinham mais sucesso nas grandes áreas industriais de Moscou, tendo uma existência quase selvagem. Dependendo mais do lixo do que de restos de comida oferecidos diretamente a eles, esses cães se mantinham longe dos seres humanos.
Durante os anos em que Poyarkov observou os cães, ele notou que os animais foram perdendo a pelagem malhada, o costume de abanar o rabo e a afabilidade, características que separam os cães dos lobos. Ele classificou as desenvolvidas estruturas sociais dos cães em quatro grupos:
- cães selvagens (noturnos, evitam humanos, pois os veem como uma ameaça);
- buscadores de comida (semisselvagens);
- cães de guarda (veem determinados humanos como seus líderes);
- pedintes (os mais inteligentes, sociais, mas não afetuosos ou pessoalmente ligados aos humanos).[1]

Os cães urbanos pedintes não se incomodam com altos níveis de atividade ao redor deles, conseguindo até mesmo tirar uma "soneca" em áreas muito movimentadas. Estes cães também apresentam os comportamentos mais especializados, que os diferem tantos dos cães de estimação quanto dos lobos. Cães pedintes podem viver em alcateias, mas seus líderes interagem com outros bandos e não são necessariamente os mais fortes ou mais dominantes, mas sim os mais inteligentes – e são reconhecidos assim pelos outros membros do grupo, cães que dependem desses líderes para sobreviverem. Nos bandos de pedintes, os mais espertos são os cães alfa, não os fisicamente dominantes.
Uma técnica usada pelos bandos envolve usar seus membros menores e mais bonitinhos, já que os cães descobriram que estes têm mais sucesso quando pedem comida às pessoas. Outra técnica para conseguir alimento é chegar por trás de uma pessoa que está carregando algo comestível e latir, assustando-a e fazendo com que, eventualmente, derrube o almoço ou a janta do dia.
Os cães aprenderam com os humanos como atravessar a rua, bem como foram vistos obedecendo ao semáforo; como eles não podem ver cores, os pesquisadores teorizam que os cães seguem outras pistas, como as formas ou posições dos sinais que mudam. Esses cães de rua também tornaram-se capazes de entender a psicologia de certos indivíduos humanos, a fim de determinar qual técnica vai funcionar melhor.
Cães que se estabelecem em lugares de grande movimento logo se dão conta de que não precisam fazer muito esforço para conseguirem comida, já que muitas pessoas dão alguma coisa quando passam por eles. São raros os cães com aparência de mal-nutridos. A comida chega tão facilmente que eles se dão o luxo de serem seletivos. A redução da necessidade de se competir por comida contribuiu para estabelecer um comportamento sociável, apesar de incidentes em que pessoas foram atacadas por bandos terem acontecido, particularmente em áreas menos urbanas. De acordo com Alexei Veresshchagin, aluno de Poyarkov, os cães geralmente mudam seu caminho para evitar confronto com humanos e defecação em áreas de grande movimento é coisa rara.
Entre a população humana em geral, os cães são vistos ao mesmo tempo afetuosamente e como um problema, e, na pior das hipóteses, são tolerados. Muitas pessoas alimentam os cães e ainda outras constroem pequenos abrigos para eles passarem o inverno protegidos. Os cães passaram a ser considerados por muitas pessoas um componente da personalidade de Moscou. Campanhas de castração tiveram pouco impacto em reduzir a população canina.

## Cães do metrô

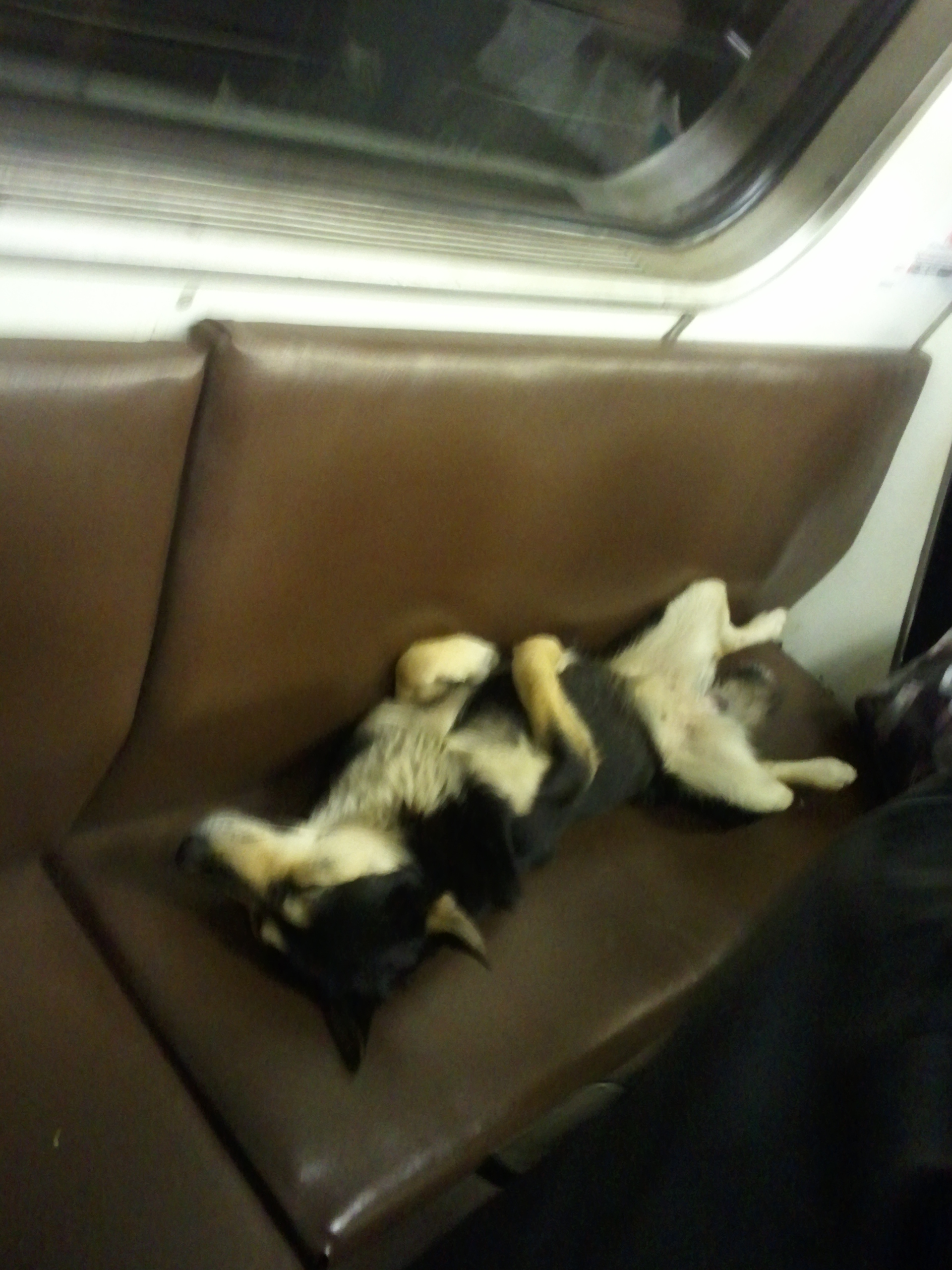
Um cachorro/cão dormindo a bordo do Metro de Moscou.

O metrô de Moscou é o segundo mais usado do mundo. Um total de mais ou menos quinhentos cães vivem em suas estações, especialmente durante os meses mais frios. Dentre estes cães, acredita-se que vinte deles aprenderam como usar o sistema para se locomoverem. Teorias que explicam como eles conseguem determinar corretamente as rotas escolhidas incluem:
- habilidade em reconhecer o tempo em que passam dentro do carro entre uma estação e outra;[3]
- habilidade em reconhecer os nomes das estações anunciadas pelas gravações;
- o cheiro de determinadas estações;[1]
- uma combinação de todos os fatores.

Os cães parecem preferir os carros mais vazios localizados na parte da frente ou de trás. Eugene Linden, um especialista em inteligência animal, acredita que o comportamento dos cães apresenta “raciocínio flexível e pensamento consciente”.
Malchik
Em 2001, Yulia Romanova, uma modelo de 22 anos que estava voltando para casa com seu Staffordshire Bull Terrier, matou a facadas Malchik, um vira-lata preto que tinha feito da estação Mendeleyevskaya a sua casa, protegendo o lugar de bêbados e outros cães.
O incidente, que aconteceu em uma hora de muito movimento,provocou uma grande revolta entre celebridades moscovitas e o público em geral. Romanova foi presa, julgada e condenada a um ano de tratamento psiquiátrico.
Mais tarde, aconteceu uma coleta de fundos a fim de se erguer um monumento em memória de Malchik. A estátua de bronze (intitulada Compaixão e instalada em um pedestal de serpentina monolítica), foi esculpida por Alexander Tsigal, que contou com a colaboração do arquiteto Andrey Nalich e do designer Peter Nalich. Inaugurada em 17 de fevereiro de 2007, na entrada da estação Mendeleyevskaya.